# Chen Zhaoxia
Chen Zhaoxia, född den 6 maj 1975 i Guanghan, Kina, är en kinesisk landhockeyspelare.
Hon tog OS-silver i damernas landhockeyturnering i samband med de olympiska landhockeytävlingarna 2008 i Peking.